# سرية فدائية

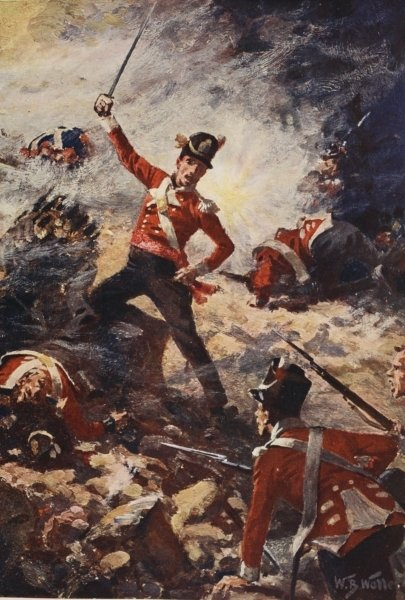
لوحة للرسام ويليام بارنز وولين تظهر كولين كامبل يقود سرية "الأمل البائس" الفدائية في حصار سان سيباستيان.

السَّرِيَّة الفدائية هو مجموعة من الجنود أو غيرهم من المقاتلين الذين اختيروا ليكونوا الطليعة في عملية عسكرية، مثل هجوم انتحاري من خلال منطقة القتل في موقع دفاعي أو الرجال الأوائل الذين يتسوَّرن حصنًا حصينًا ويرتفع فيه خطر وقوع إصابات.